# Élie Gateau
Élie Gateau, né le 16 janvier 1995 à Albertville, est un skieur alpin francais. Grand espoir du ski alpin français, il a notamment remporté la médaille d'argent en  slalom géant aux Championnats du monde juniors de 2016 à Sotchi et deux médailles de bronze en slalom et slalom géant au Festival olympique de la jeunesse européenne en 2013.

## Parcours sportif

### Championnats du monde junior
Élie Gateau a remporté une médaille d'argent lors de ses participations aux championnats du monde junior entre 2015 et 2016. En 2015, âgé de 20 ans, pour ses premiers mondiaux juniors en Norvège, il prend une cinquième place en slalom géant. En 2016 à Sotchi, il remporte la médaille d'argent  dans l'épreuve du slalom géant.
| Épreuve / Édition     | Descente | Super G | Slalom géant      | Slalom  | Combiné |
| Mondiaux 2015 Hafjell | Abandon  | 64e     | 5e                | Abandon | 38e     |
| Mondiaux 2016 Sotchi  | 54e      | 19e     | Médaille d'argent |         | -       |

### Championnats de France

#### Jeunes
6 titres de Champion de France